# Tipula arnaudi
Tipula arnaudi är en tvåvingeart som beskrevs av Alexander 1965. Tipula arnaudi ingår i släktet Tipula och familjen storharkrankar. Inga underarter finns listade i Catalogue of Life.